# Осипов, Евгений Владиславович
Евге́ний Владисла́вович О́сипов (29 октября 1986, Темрюк, Краснодарский край) — российский футболист, защитник краснодарской «Кубани».

## Карьера
Воспитанник ДЮСШ г. Темрюка (тренер А. Л. Ерёменко) и СДЮСШОР-5 г. Краснодара (тренер Е. И. Половинко). Начал карьеру игрока в клубе «Кубань» (Усть-Лабинск), игравшем в чемпионате Краснодарского края. Выступал за оренбургский «Газовик» и сочинскую «Жемчужину».
В сезоне 2011/12 перешёл из развалившейся «Жемчужины» в «Мордовию». По итогам сезона его команда заняла первое место в ФНЛ и вышла в премьер-лигу. В 2010 и 2011 годах входил в тройку лучших защитников ФНЛ по версии портала onedivision.ru.

## Достижения
1-е место в ФНЛ (выход в Высший дивизион): 2011/12 (ФК «Мордовия»)